# Taş
Een taş of hamamschaal is een metalen schaal of kom die in een hamam gebruikt wordt om water over het lichaam te gieten tijdens het wassen. De meeste schalen zijn gemaakt van zilver, koper of messing. Sommige schalen zijn decoratief bewerkt. Verder kunnen de schalen door de tellak worden gebruikt om de kese, zeep, oliën en borstels in te doen, die tijdens het baden in de hamam gebruikt worden.